# مال فلاندرز

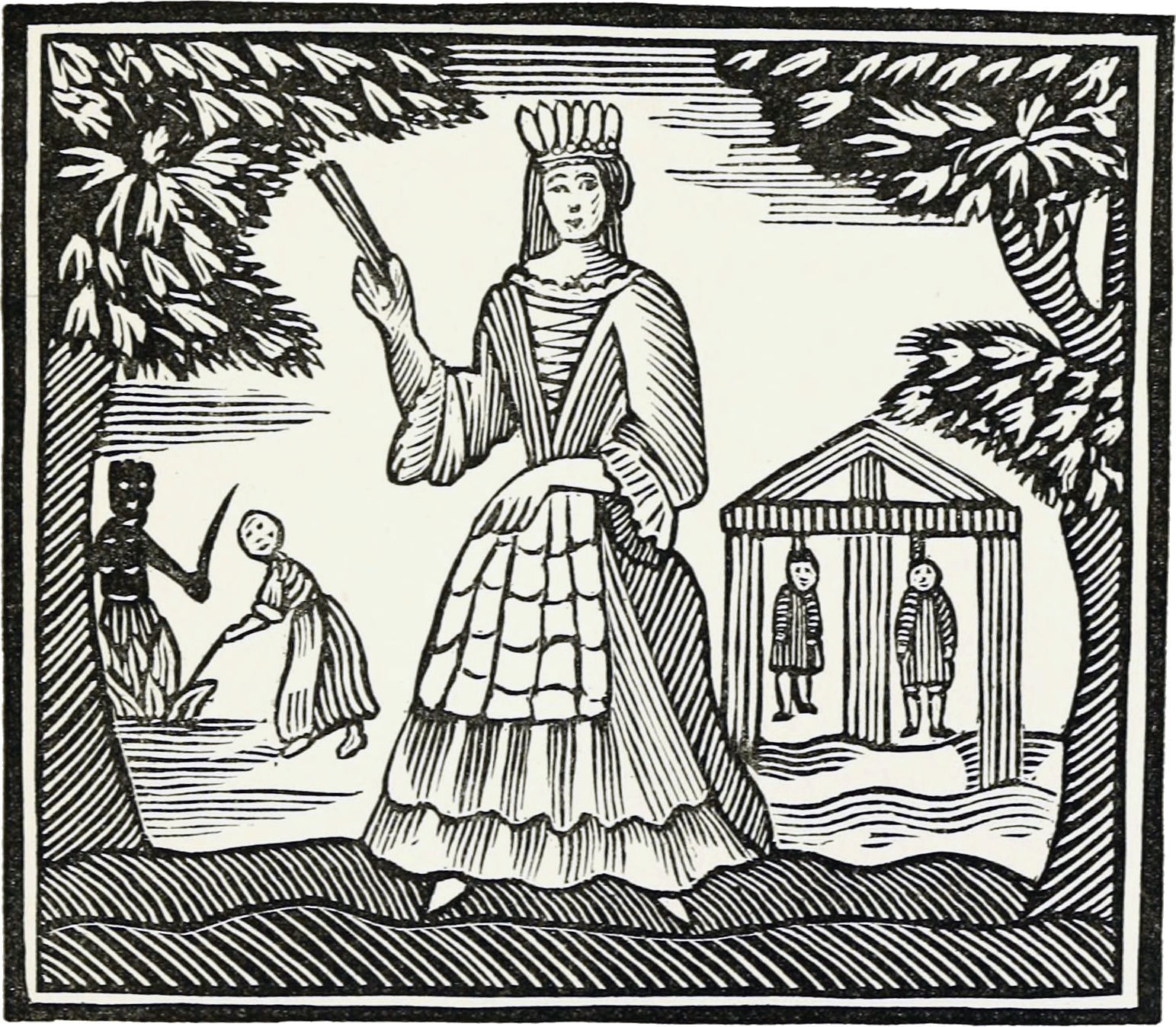
مال فلاندرز

مال فلاندرز رمانی از دانیل دفو است.

## درباره مال فلاندرز
دانیل دفو در سال ۱۷۲۲ «مال فلاندرز» را به رشته‌ی تحریر درآورد. این اثر، یک «رندنامه» محسوب می‌شود، به این معنی که ساختار آن به جای آنکه به صورت پلات، سازمان‌یافته باشد، چندبخشی و چندرویدادی است. خودِ شخصیتِ مال، زنی چندبُعدی و جالب مثل یک شخصیت رِندِ همه‌فن‌حریفِ سنتی است- چنان‌که صفحه‌ی عنوان مشخصاً نشان می‌دهد، او «دوازده سال را با تن‌فروشی سپری می‌کند، پنج بار تن به ازدواج می‌دهد (حتی یک بار با برادر خود ازدواج می‌کند) و دوازده سال را به عنوان سارق و هشت سال را به عنوان یک تبهکار در ویرجینیا» می‌گذراند.